# HMCS LaSalle
HMCS LaSalle (K519) – kanadyjska fregata z okresu II wojny światowej, jedna ze 135 zbudowanych jednostek typu River. Okręt został zwodowany 12 listopada 1943 roku w stoczni Davie Shipbuilding w Lauzon, a do służby w Royal Canadian Navy wszedł 29 czerwca 1944 roku z numerem burtowym K519. Podczas działań wojennych HMCS „LaSalle” uczestniczył w eskorcie 13 konwojów. Jednostka została wycofana ze służby w grudniu 1945 roku i sprzedana w 1947 roku, a jej kadłub zatopiono jako falochron w 1948 roku u brzegów wyspy Vancouver.

## Projekt i budowa
Projekt okrętu powstał na skutek konieczności budowy jednostek eskortowych przeznaczonych do ochrony konwojów o lepszych parametrach od korwet typu Flower, budowanych masowo w początkowym okresie II wojny światowej. Bazując na rozwiązaniach konstrukcyjnych tych ostatnich, inżynier William Reed zaprojektował jednostki znacznie dłuższe, szersze, wyposażone w siłownię o większej mocy z dwiema śrubami (lecz nadal była to maszyna parowa, znacznie tańsza od nowocześniejszych turbin parowych), co w konsekwencji spowodowało wzrost zasięgu, dzielności morskiej, prędkości i ilości przenoszonego uzbrojenia. Wykorzystanie cywilnych metod budowy i podzespołów dało możliwość masowej i taniej produkcji okrętów nawet w małych stoczniach, w wyniku czego powstało aż 135 fregat typu River. Nowy typ jednostki zwalczania okrętów podwodnych był pierwszym, który został sklasyfikowany jako fregata.
HMCS „LaSalle” zbudowany został w stoczni Davie Shipbuilding w Lauzon. Stępkę okrętu położono 4 czerwca 1943 roku, a zwodowany został 12 listopada 1943 roku .

## Dane taktyczno-techniczne
Okręt był oceaniczną fregatą, przeznaczoną głównie do zwalczania okrętów podwodnych. Długość całkowita wynosiła 91,8 metra (86,3 metra między pionami), szerokość 11,2 metra i zanurzenie maksymalne 3,89 metra . Wyporność standardowa wynosiła pomiędzy 1310 a 1460 ton, a pełna 1920–2180 ton . Okręt napędzany był przez dwie maszyny parowe potrójnego rozprężania o łącznej mocy 5500 KM, do których parę dostarczały dwa trójwalczakowe kotły Admiralicji . Dwuśrubowy układ napędowy pozwalał osiągnąć prędkość 20 węzłów . Okręt zabierał maksymalnie zapas 646 ton mazutu, co zapewniało zasięg wynoszący 7200 Mm przy prędkości 12 węzłów (lub 5400 Mm przy prędkości 15 węzłów) .
Uzbrojenie artyleryjskie jednostki składało się z podwójnego zestawu dział uniwersalnych kal. 102 mm (4 cale) QF HA Mark XVI L/45 . Uzbrojenie przeciwlotnicze składało się z 8 działek automatycznych Oerlikon kal. 20 mm Mark II/IV L/70 (dwóch podwójnych i czterech pojedynczych) . Broń ZOP stanowiły: miotacz Hedgehog oraz osiem miotaczy i dwie zrzutnie bomb głębinowych (z łącznym zapasem do 150 bg) . Wyposażenie radioelektroniczne obejmowało radary Typ 268, 272, 275, 291 oraz sonary .
Załoga okrętu składała się z 140 oficerów, podoficerów i marynarzy .

## Służba
Okręt wszedł do służby w Royal Canadian Navy 29 czerwca 1944 roku, otrzymując numer taktyczny K519. Podczas wojny jednostka uczestniczyła w eskorcie 13 konwojów: SC-162, SC-163, ON-271 (grudzień 1944 roku), ONS-41, XB-146, ON-284 (luty 1945 roku), ON-285 (marzec), HX-347 (marzec – kwiecień), HX-349 (kwiecień), HX-351, HX-352, HX-353 (kwiecień – maj) i HX-357 (maj – czerwiec) .
W 1944 roku wzmocniono uzbrojenie przeciwlotnicze jednostki, instalując w miejscu dwóch pojedynczych działek kal. 20 mm dwa podwójne zestawy tego kalibru (od tego momentu fregata była uzbrojona w 10 działek Oerlikon kal. 20 mm Mark II/IV L/70 (cztery podwójne i dwa pojedyncze)  .
Jednostka została wycofana ze służby w grudniu 1945 roku i sprzedana 13 grudnia 1947 roku . Kadłub został zatopiony jako falochron w 1948 roku u brzegów wyspy Vancouver.